# Archibald Ross Colquhoun
Archibald Ross Colquhoun, né au Cap, dans la colonie du Cap d'Afrique du Sud en mars 1848, décédé le 18 décembre 1914, est le premier administrateur de la British South Africa Company en Rhodésie du Sud du 1er octobre 1890 au 10 septembre 1894. Il est également le fondateur de Fort Salisbury, devenu Harare.
Il a passé la majorité de sa vie à voyager. Dans les années 1880 il participa à plusieurs expéditions d'explorations en Birmanie, en Indochine et dans la Chine du Sud, ce qui lui valut la médaille d'or des fondateurs de la Société de géographie royale britannique.

## Récompenses
- Médaille d'or de la Royal Geographic Society en 1884 pour « voyage de Canton à l'Irrawady ».